# Wolfeit
Wolfeit ist ein selten vorkommendes Mineral aus der Mineralklasse der „Phosphate, Arsenate und Vanadate“ mit der idealisierten chemischen Zusammensetzung Fe2+2[OH|PO4] und ist damit chemisch gesehen ein Eisen-Phosphat mit zusätzlichen Hydroxidionen.
Da Wolfeit mit Triploidit (Mn2+2[OH|PO4]) eine lückenlose Mischkristallreihe bildet, kann entsprechend ein Teil des Mangans durch Eisen vertreten (substituiert) sein, was in verschiedenen Quellen mit der Formel (Fe,Mn)2[OH|PO4] ausgedrückt wird.
Wolfeit kristallisiert im monoklinen Kristallsystem und tritt meist Form stängeliger bis grob faseriger oder körniger Mineral-Aggregate bis etwa 10 Zentimeter Größe auf, die undurchsichtig sind und einen seidenähnlichen Glanz auf den Oberflächen zeigen. Sehr selten entwickelt er auch winzige, durchsichtige Kristalle mit glasglänzenden Oberflächen. Je nach Mischungsverhältnis von Eisen und Mangan bzw. Fremdbeimengungen anderer Elemente ist Wolfeit von rosa- bis rötlichbrauner oder hell- bis dunkelbrauner (auch nelkenbrauner) Farbe. Die Strichfarbe des Minerals ist dagegen immer weiß.

## Etymologie und Geschichte
Erstmals entdeckt wurde Wolfeit in der „Palermo No. 1 Mine“ bei Groton im Grafton County (New Hampshire) in den Vereinigten Staaten. Die Erstbeschreibung erfolgte 1949 durch Clifford Frondel, der das Mineral nach dem amerikanischen Kristallographen Professor Caleb Wroe Wolfe (1908–1980) benannte.
Das Typmaterial des Minerals wird im Natural History Museum in London, England (Katalog-Nr. 1963,230) und an der Harvard University in Cambridge, Massachusetts, USA (Katalog-Nr. 100868, 100870, 100871) aufbewahrt.

## Klassifikation
In der veralteten 8. Auflage der Mineralsystematik nach Strunz gehörte der Wolfeit zur Mineralklasse der „Phosphate, Arsenate, Vanadate“ und dort zur Abteilung „Wasserfreie Phosphate, Arsenate und Vanadate mit fremden Anionen“, wo er gemeinsam mit Sarkinit und Triploidit in der „Triploidit-Reihe“ mit der Systemnummer VII/B.03b steht.
In der zuletzt 2018 überarbeiteten Lapis-Systematik nach Stefan Weiß, die formal auf der alten Systematik von Karl Hugo Strunz in der 8. Auflage basiert, erhielt das Mineral die System- und Mineralnummer VII/B.03-050. Dies entspricht der Klasse der „Phosphate, Arsenate und Vanadate“ und dort der Abteilung „Wasserfreie Phosphate, mit fremden Anionen F,Cl,O,OH“, wo Wolfeit zusammen mit Hydroxylwagnerit, Joosteit, Sarkinit, Staněkit, Triplit, Triploidit, Wagnerit und Zwieselit eine unbenannte Gruppe mit der Systemnummer VII/B.03 bildet.
Die von der International Mineralogical Association (IMA) zuletzt 2009 aktualisierte 9. Auflage der Strunz’schen Mineralsystematik ordnet den Wolfeit in die Klasse der „Phosphate, Arsenate und Vanadate“ und dort in die Abteilung „Phosphate usw. mit zusätzlichen Anionen; ohne H2O“ ein. Hier ist das Mineral in der Unterabteilung „Mit ausschließlich mittelgroßen Kationen; (OH usw.) : RO4 ≤ 1 : 1“ zu finden, wo es zusammen mit Joosteit, Sarkinit, Staněkit, Triploidit und Wagnerit die „Triploiditgruppe“ mit der Systemnummer 8.BB.15 bildet.
In der vorwiegend im englischen Sprachraum gebräuchlichen Systematik der Minerale nach Dana hat Wolfeit die System- und Mineralnummer 41.06.03.01. Das entspricht der Klasse der „Phosphate, Arsenate und Vanadate“ und dort der Abteilung „Wasserfreie Phosphate etc., mit Hydroxyl oder Halogen“. Hier findet er sich innerhalb der Unterabteilung „Wasserfreie Phosphate etc., mit Hydroxyl oder Halogen mit (A)2(XO4)Zq“ in der „Wolfeitgruppe“, in der auch Triploidit, Sarkinit, Staněkit und Joosteit eingeordnet sind.

## Kristallstruktur
Wolfeit kristallisiert isotyp mit Wagnerit in der monoklinen Raumgruppe P21/a (Raumgruppen-Nr. 14, Stellung 3) mit den Gitterparametern a = 12,32 Å; b = 13,17 Å; c = 9,79 Å und β = 108,0° sowie 16 Formeleinheiten pro Elementarzelle.

## Bildung und Fundorte

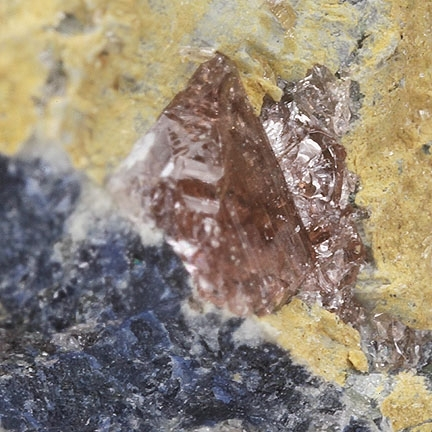
Rötlichbrauner Wolfeitkristall mit seitlich sichtbarem, schwach muscheligem Bruch aus der Palermo No. 1 Mine, Groton, Grafton County, New Hampshire, USA (Gesamtgröße der Probe: 4,7 cm × 2,7 cm × 1,8 cm)

Wolfeit bildet sich sekundär als hydrothermales Umwandlungsprodukt aus Triphylin in granitischen Pegmatiten, kann aber selten auch in Hydrothermal-Adern und in phosphatreichen Erznestern in Schiefern entstehen. Als Begleitminerale können neben Triphylin unter anderem noch Apatit, Arrojadit, Hagendorfit, Marićit, Satterlyit, Triplit und Wicksit auftreten.
Als seltene Mineralbildung konnte Wolfeit nur an wenigen Fundorten nachgewiesen, wobei bisher (Stand 2015) etwas mehr als 30 Fundorte als bekannt gelten. Neben seiner Typlokalität „Palermo No. 1 Mine“ und der nahe gelegenen „Palermo No. 2 Mine“ bei Groton trat das Mineral in New Hampshire noch in den Keyes Glimmer-Steinbrüchen bei Orange im Grafton County zutage. Ein weiterer Fundort bei Walpole im Cheshire County wurde bisher nicht bestätigt. Ansonsten konnte Wolfeit in den Vereinigten Staaten nur noch in der Bull Moose Mine bei Custer im gleichnamigen County und in der Big Chief Mine bei Glendale im Pennington County in South Dakota gefunden werden.
In Deutschland fand man Wolfeit bisher nur in Bayern, genauer am Hennenkobel (auch Hühnerkobel) bei Rabenstein (Niederbayern), am Naturdenkmal Kreuzberg und bei Trutzhofmühle in der Gemeinde Pleystein sowie in den nördlichen und südlichen Pegmatiten bei Hagendorf in der Gemeinde Waidhaus (Oberpfalz).
Weitere bisher bekannte Fundorte in Europa sind unter anderem Chanteloube im französischen Département Haute-Vienne (Limousin); Olgiasca-Malpensata (Piona) bei Colico in der italienischen Provinz Lecco (Lombardei); Michałkowa (Michelsdorf) am Berg Sowie in den Sudeten in Polen; Panasqueira nahe Covilhã im portugiesischen Distrikt Castelo Branco; Sollefteå (Ångermanland), Bräcke (Jämtland), Godegård (Östergötland), mehrere Fundorte im Södermanland und Norrskogen (Uppland) in Schweden; Garcirrey in der Gemeinde Kastilien und León und Cadaqués in Katalonien in Spanien sowie Otov in Böhmen und Velké Meziříčí in Mähren in Tschechien.
Ansonsten konnte Wolfeit nur noch an einigen Fundpunkten in Argentinien, Australien, Brasilien, Kanada und Südafrika gefunden werden.